# Nadežda Sergeeva
Nadežda Viktorovna Sergeeva (in russo Надежда Викторовна Сергеева?; traslitterazione anglosassone Nadezhda Viktorovna Sergeeva; Kemerovo, 13 giugno 1987) è una bobbista ed ex multiplista russa, campionessa europea nel bob a due a Sigulda 2020.

## Biografia

### Atletica leggera
Dal 2004 al 2010 la Sergeeva ha praticato l'atletica leggera nella disciplina dell'eptathlon ad alti livelli. A livello giovanile partecipò ai mondiali juniores di Grosseto 2004, dove si classificò decima nella sua disciplina e agli europei juniores di Kaunas 2005, terminando la gara dell'eptathlon al quarto posto. Vinse la medaglia di bronzo agli europei under 23 di Kaunas 2009. Nel 2009 e nel 2010 ha altresì preso parte alla Coppa Europa di prove multiple con la sua nazionale, che in quell'anno militava nella Super League (il massimo livello della competizione), piazzandosi rispettivamente al 6º e al 15º posto individuale nella gara dell'eptathlon.

### Gli inizi da frenatrice
Compete nel bob dal 2011 per la squadra nazionale russa, gareggiando inizialmente come frenatrice. Debuttò in Coppa Europa nel novembre 2010 disputando le gare prima in coppia con Ekaterina Kostromina poi con Viktorija Tokovaja. Nelle categorie giovanili ha raggiunto il quinto posto ai mondiali juniores nell'edizione di Igls 2012 con la Kostromina.

Esordì invece in Coppa del Mondo nella stagione 2011/12, il 5 febbraio 2011 a Cesana Torinese dove si piazzò decima nel bob a due con la Tokovaja; gareggiò anche negli equipaggi condotti da Ol'ga Stul'neva e da Anastasija Tambovceva. Da frenatrice prese inoltre parte ai campionati mondiali di Sankt Moritz 2013, classificandosi nona nella gara a squadre.

### Il passaggio al ruolo di pilota

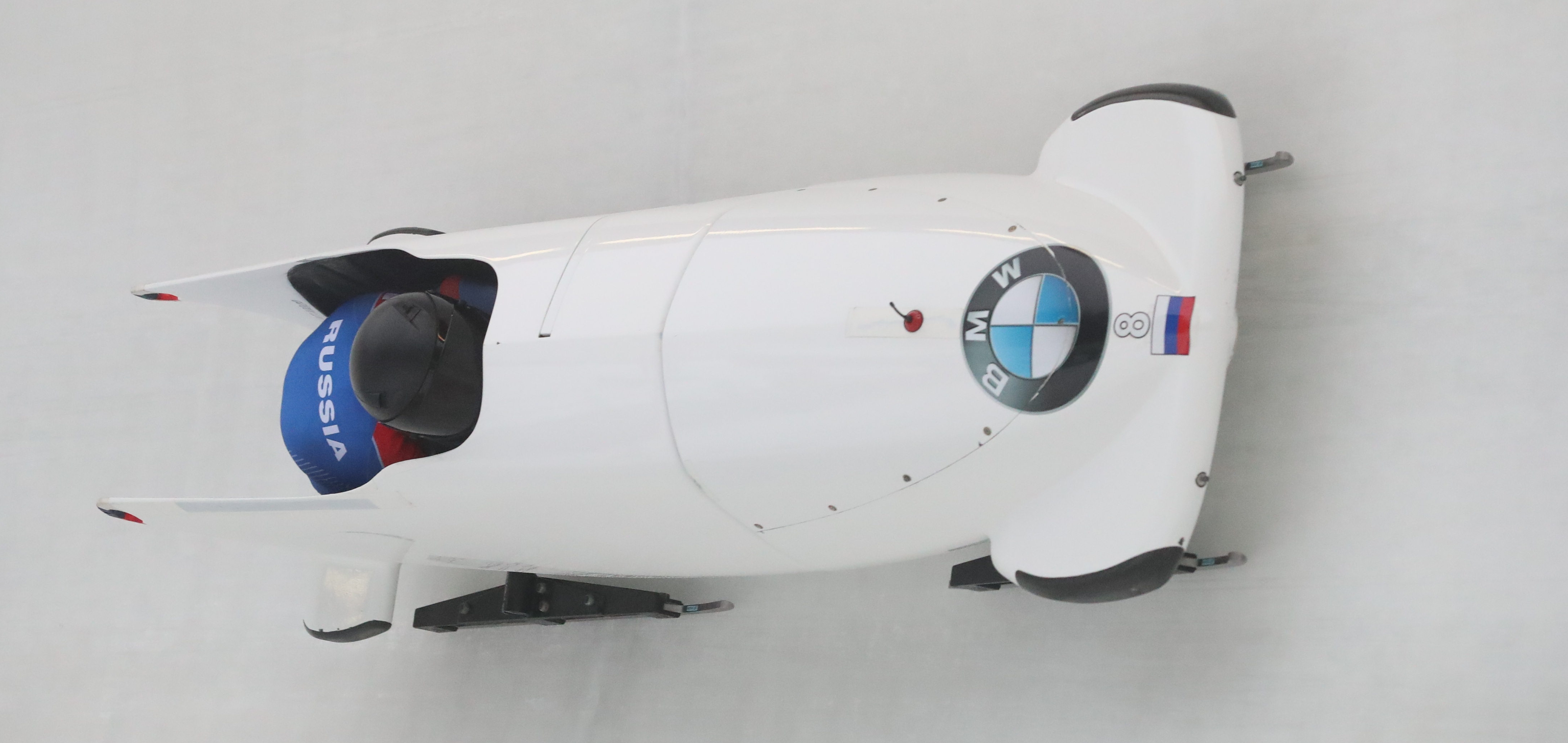
Nadežda Sergeeva alla guida del bob a due ad Altenberg nel 2019 durante la Coppa del Mondo 2018/19

A partire dall'inverno 2013 la Sergeeva iniziò a gareggiare come pilota tanto in Coppa Europa quanto nella Coppa Nordamericana e debuttò nella nuova veste in Coppa del Mondo nella stagione 2013/14, il 19 gennaio 2014 ad Igls dove si piazzò al 17ª nel bob a due. Centrò il suo primo podio il 7 dicembre 2018 a Sigulda], concludendo la gara al secondo posto in coppia con Julija Belomestnych. Detiene quale miglior piazzamento in classifica generale il quarto posto nel bob a due, ottenuto alla fine della stagione 2018/19. Nel circuito delle World Series di monobob femminile andò per la prima volta a podio il 5 dicembre 2020 a Winterberg, vincendo la prima gara della stagione 2020/21, e concludendo l'annata al settimo posto in classifica generale.
Ha partecipato a due edizioni dei Giochi olimpici invernali: a Soči 2014 si classificò al sedicesimo posto nel bob a due in coppia con Nadežda Paleeva mentre a Pyeongchang 2018 terminò la gara a due in dodicesima piazza con Anastasija Kočeržova. Nel circuito delle World Series di monobob femminile andò per la prima volta a podio, vincendo la gara, il 5 dicembre 2020 a Winterberg, nella prima tappa della stagione 2020/21.

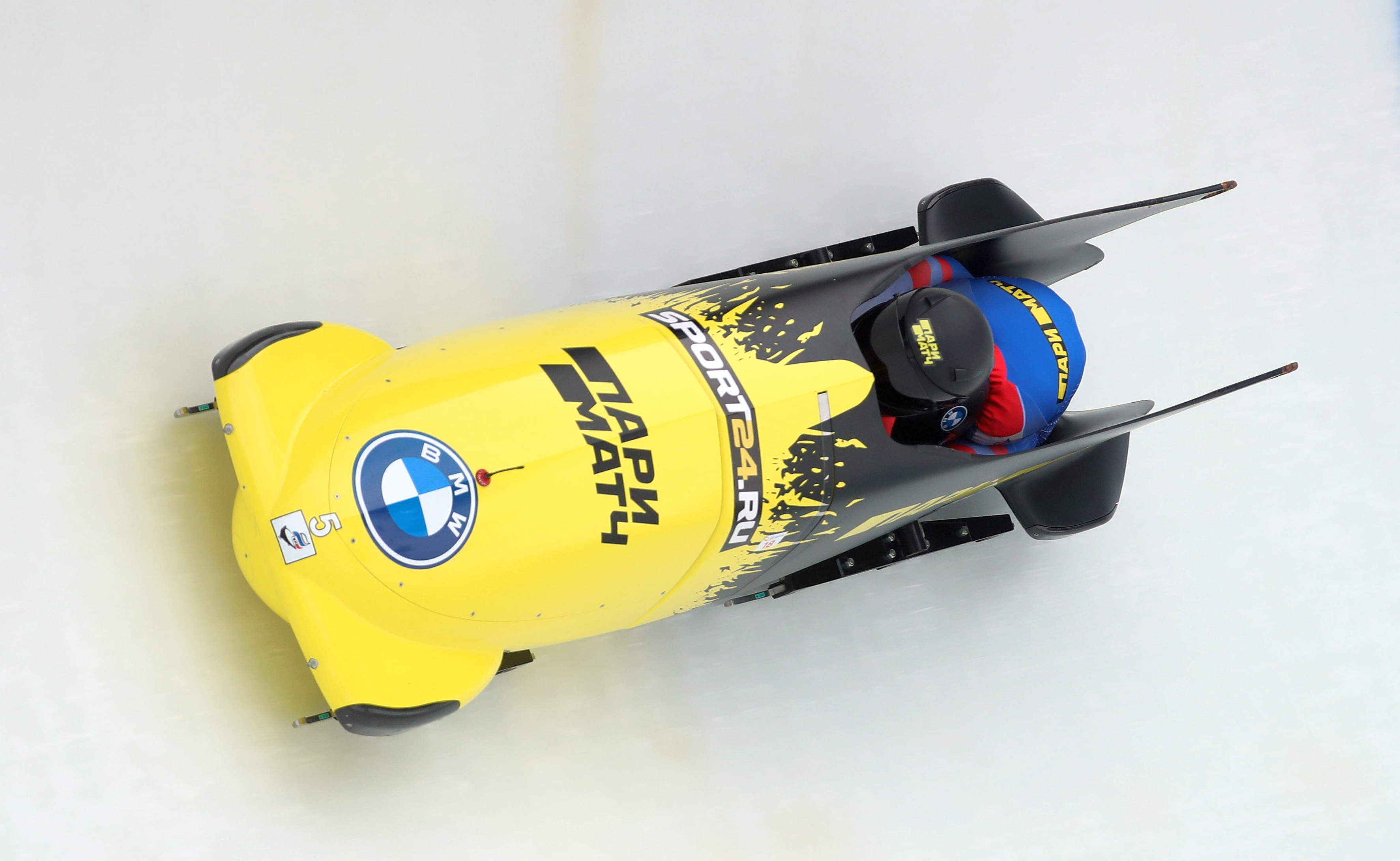
Nadežda Sergeeva in gara nel bob a due ai campionati mondiali di Altenberg 2021

Da pilota prese inoltre parte a ulteriori sei edizioni dei campionati mondiali. Nel dettaglio i suoi risultati nelle prove iridate da pilota sono stati, nel monobob: dodicesima ad Altenberg 2021; nel bob a due: tredicesima a Winterberg 2015, undicesima a Igls 2016, squalificata a Schönau am Königssee 2017, sesta a Whistler 2019, sesta ad Altenberg 2020 e tredicesima ad Altenberg 2021; nella gara a squadre: decima a Winterberg 2015, quattordicesima a Igls 2016, quarta a Schönau am Königssee 2017 e ottava a Whistler 2019.
Nelle rassegne continentali ha vinto la medaglia d'oro nel bob a due a Sigulda 2020 in coppia con la frenatrice Elena Mamedova e quella d'argento a Winterberg 2017, prima medaglia europea in assoluto per la Russia nel bob femminile.

## Palmarès

### Europei
- 1 medaglia:
  - 1 oro (bob a due a Sigulda 2020);
  - 1 argento (bob a due a Winterberg 2017).

### Coppa del Mondo
- Miglior piazzamento in classifica generale nel bob a due femminile: 4ª nel 2018/19.
- 2 podi (nel bob a due):
  - 1 vittoria;
  - 1 secondo posto.

#### Coppa del Mondo - vittorie
| Data             | Luogo   | Paese    | Disciplina               |
| ---------------- | ------- | -------- | ------------------------ |
| 14 febbraio 2020 | Sigulda | Lettonia | a due con Elena Mamedova |

### World Series di monobob femminile
- Miglior piazzamento in classifica generale: 7ª nel 2020/21.
- 2 podi:
  - 1 vittoria;
  - 1 terzo posto.

#### World Series di monobob femminile - vittorie
| Data            | Luogo      | Paese    |
| --------------- | ---------- | -------- |
| 5 dicembre 2020 | Winterberg | Germania |

### Circuiti minori

#### Coppa Europa
- Miglior piazzamento in classifica generale nel bob a due: 4ª nel 2015/16;
- 5 podi (tutti nel bob a due):
  - 4 secondi posti;
  - 1 terzo posto.

#### Coppa Nordamericana
- Miglior piazzamento in classifica generale nel bob a due: 9ª nel 2014/15;
- 1 podio (nel bob a due):
  - 1 terzo posto.

### Atletica leggera
| Anno | Manifestazione    | Sede     | Evento    | Risultato | Prestazione | Note                          |
| ---- | ----------------- | -------- | --------- | --------- | ----------- | ----------------------------- |
| 2004 | Mondiali juniores | Grosseto | Eptathlon | 10ª       | 5 427 p.    |                               |
| 2005 | Europei juniores  | Kaunas   | Eptathlon | 4ª        | 5 740 p.    |                               |
| 2009 | Europei under 23  | Kaunas   | Eptathlon | Bronzo    | 6 118 p.    | Miglior prestazione personale |